# Стівенсвілл (Монтана)
Стівенсвілл (англ. Stevensville) — місто (англ. town) в США, в окрузі Раваллі штату Монтана. Населення — 2002 особи (2020).

## Географія
Стівенсвілл розташований за координатами 46°30′26″ пн. ш. 114°5′19″ зх. д. / 46.50722° пн. ш. 114.08861° зх. д. (46.507087, -114.088663).  За даними Бюро перепису населення США в 2010 році місто мало площу 2,59 км², з яких 2,54 км² — суходіл та 0,04 км² — водойми. В 2017 році площа становила 3,40 км², з яких 3,35 км² — суходіл та 0,05 км² — водойми.

## Демографія
Згідно з переписом 2010 року, у місті мешкало 1809 осіб у 836 домогосподарствах у складі 455 родин. Густота населення становила 700 осіб/км².  Було 935 помешкань (362/км²).
Расовий склад населення:
| - 96,0 % — білих - 1,0 % — корінних американців - 0,4 % — азіатів - 0,1 % — чорних або афроамериканців |

До двох чи більше рас належало 2,0 %. Частка іспаномовних становила 3,4 % від усіх жителів.
За віковим діапазоном населення розподілялося таким чином: 22,2 % — особи молодші 18 років, 56,1 % — особи у віці 18—64 років, 21,7 % — особи у віці 65 років та старші. Медіана віку мешканця становила 42,3 року. На 100 осіб жіночої статі у місті припадало 88,4 чоловіків;  на 100 жінок у віці від 18 років та старших — 85,4 чоловіків також старших 18 років.
Середній дохід на одне домашнє господарство  становив 46 571 долар США (медіана — 32 337), а середній дохід на одну сім'ю — 62 388 доларів (медіана — 38 580). Медіана доходів становила 40 208 доларів для чоловіків та 25 679 доларів для жінок. За межею бідності перебувало 24,6 % осіб, у тому числі 43,5 % дітей у віці до 18 років та 12,9 % осіб у віці 65 років та старших.
Цивільне працевлаштоване населення становило 762 особи. Основні галузі зайнятості: освіта, охорона здоров'я та соціальна допомога — 29,8 %, роздрібна торгівля — 13,9 %, виробництво — 9,3 %, сільське господарство, лісництво, риболовля — 8,8 %.